# Arktiska isbältet

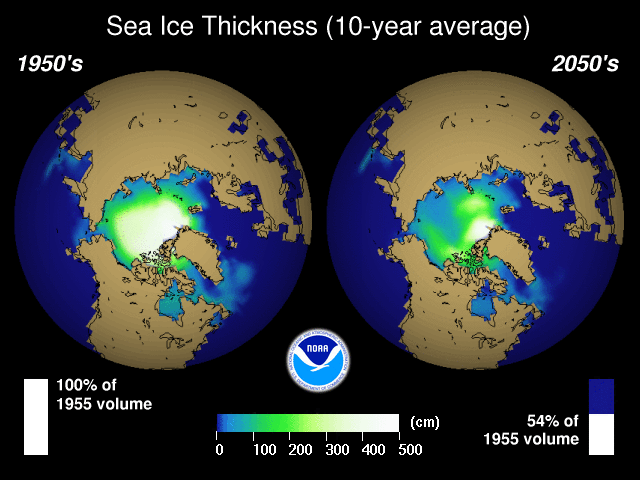
NOAAs prognos över det arktiska isbältets tjocklek.

Arktiska isbältet är havsisen vid och runt Norra ishavet. Arktiska ishavet har en regelbunden säsongsbetonad cykel där isen smälter på våren och sommaren, når ett minimum vid mitten av september samt ökar under hösten och vintern. Under sommaren är istäcket i Arktis ungefär 50 procent mindre än under vintern. För närvarande är 28 procent av isen kvar från ett år till nästa. Denna is kan vara mellan 3 och 4 meter tjock över stora områden, med bergsryggar som kan vara upp till 20 meter tjocka. Utöver den vanliga säsongscykeln finns det en underliggande trend med minskad havsis i Arktis under de senaste årtiondena.